# Japan Youth Dance Festival
Japan Youth Dance Festival （ジャパンユースダンスフェスティバル、JYDF） は、日本最大級のダンスフェスティバル。毎年、数千名がエントリーし、様々なダンスを披露している。最優秀賞（例年、ハワイツアーを贈呈）を始め、各賞受賞者には協賛企業から豪華賞品も贈呈される。

## 概要
Japan Youth Dance Festival（JYDF）は、毎年春に開催。全国から自由にエントリーが可能（参加規程を参照）。小学生から大学生までの若者達が集い、競い合う、ダンスの祭典である。予選審査及びホールでのブロック審査を経て、大会の最優秀賞が決定される。2017年は、協賛企業の協力のもと、ブロック大会優勝者は全員東京に無料招待され、ディファ有明にて最優秀賞を決定する。いわゆるダンスコンテストでは、日本最大級である。過去には、アディダス賞、インテグラル賞、保険市場賞、近畿日本ツーリスト賞、チャコット賞、等が贈呈された。第1回（2013年）は約2000名が参加。第5回（2017年）は約6000名が参加。

## 参加規定
※原則として、以下の規定を満たす者は誰でも参加することができる。
| 部門            | Senior | Junior |
| --------------- | --- | --- |
| 年齢区分        | 13歳～22歳 （校種は混同していても可） | 6歳～12歳 （小学生のみで構成） |
| 人数            | 10名以上50名以下 ※映像審査～全国大会まで同一の出演者とする。 | 10名以上50名以下 ※映像審査～全国大会まで同一の出演者とする。 |
| 演目時間        | 入退場・場当たりを含め5分未満の持ち時間 | 入退場・場当たりを含め5分未満の持ち時間 |
| 使用楽曲        | 全国大会まで同一曲での参加とする。 ※大会の健全性を損なうものは不可。 | 全国大会まで同一曲での参加とする。 ※大会の健全性を損なうものは不可。 |
| ダンス ジャンル | 「現代的なリズムのダンス（チアダンスなど可）」、「創作ダンス」etc | 「現代的なリズムのダンス（チアダンスなど可）」、「創作ダンス」etc |
| 参加費          | 映像審査費用＝無料 （ホールにて開催する予選/最終予選/本選の観覧は有料） | 映像審査費用＝無料 （ホールにて開催する予選/最終予選/本選の観覧は有料） |
| 衣装            | 前提として、衣装は審査対象外であるため、華美な衣装やメイクアップは控える必要がある。 シューズの衣装は、原則自由、但しタップシューズ・下駄など床に傷が付く恐れがあるものは使用不可。 また、覆面などで終始顔を全く見せないものも認められない。 | 前提として、衣装は審査対象外であるため、華美な衣装やメイクアップは控える必要がある。 シューズの衣装は、原則自由、但しタップシューズ・下駄など床に傷が付く恐れがあるものは使用不可。 また、覆面などで終始顔を全く見せないものも認められない。 |
| 道具            | 大小道具/舞台美術の追加導入は原則不可とする。 但し、特定のジャンルの性質上、導入しないと演目が成立しない場合は、応相談。 例)チアダンスのボンボンなど                                                                                         | 大小道具/舞台美術の追加導入は原則不可とする。 但し、特定のジャンルの性質上、導入しないと演目が成立しない場合は、応相談。 例)チアダンスのボンボンなど                                                                                         |

## 審査基準
チームワーク、コンセプト、コンテンツ、テクニック、エクスプレッションの5項目が審査基準である。
- チームワーク：場当たりを含め集団行動が円滑に実施されているか。チームで息を合わせて踊っているか。
- コンセプト：演目全体で一貫したテーマが示されているか。チームの個性に合わせた選曲になっているか。
- コンテンツ：振付構成変化が適切な難易度で設定されているか。各個人の独創性を反映しているか。
- テクニック：当該ジャンルのスキルが身についているか。音楽の特徴をとらえた身体の使い方が出来ているか。
- エクスプレッション：演目の世界観に相応しい表現のアイディアがあるか。（表情・アティチュードetc）

## 審査員
- 西島和彦：Youth Theatre Japan（YTJ）代表。
- 次原悦子：サニーサイドアップ代表取締役社長。
- 樋口知香：ブロードウェイダンスセンター代表取締役社長。
- 榛名由梨：元宝塚歌劇団月組・花組トップスター。
- 寿ひずる：元宝塚歌劇団雪組・花組二番手男役スター。
- 高波匠志：元梅田芸術コマ劇場演出部。宝塚市市民文化賞を受賞。
- 田中博之：朝日学生新聞社大阪支社長。
- HIDEBOH：タップダンサー。タップダンスを日本に広めた第一人者。
- 植木護：演出家。

## 歴史
2013年 Japan Youth Dance Festival第1回を松下IMPホールにて開催。
2014年 関東大会（多摩社会教育会館）、関西大会（アルカイックホール）を開催。
2015年 関東大会（ヤクルトホール）、関西大会（アルカイックホール）を開催。
2016年 関東大会（横浜市教育会館）、関西大会（オルビスホール、京都教育文化センター、HEPホール）、中部大会（鯱城ホール）を開催。
2017年 関東大会（西新井文化ホール、原宿クエストホール）、関西大会（エル・シアター、摂津市民文化ホール、神戸新聞松方ホール）、中部大会（吹上ホール）を開催。全国17都府県から約6000名が参加。5月5日、ディファ有明にて東京決戦を開催。